# Brasiliens damlandslag i volleyboll
Brasiliens damlandslag i volleyboll (portugisiska: Seleção Brasileira de Voleibol Feminino) representerar Brasilien i volleyboll på damsidan. Laget vann olympiskt guld 2008 och 2012.

### Fotnoter
1. 1 2 3 4 5 6 7 8 9 10 11 12 13 14 15 16 17 18 19 20 21 22 23 24 25 26 27 28 29 30 31 32 33  ”Ranking de todas las Competencias de Voleibol de Playa de la CSV” (på spanska). Confederación Sudamericana de Voleibol. http://www.voleysur.org/v2/resultados/rankingpiso.asp?c=MayoresFemenino. Läst 23 februari 2023.
2. ↑  Todor Krastev. ”Women Volleyball II World Championship 1956 Paris (FRA) 30.08-12.09 Winner Soviet Union” (på engelska). http://www.todor66.com/volleyball/World/Women_1956.html. Läst 29 juni 2024.
3. ↑  ”Volleyball - Women's World Championship 1956 - Calendar & Results” (på engelska). Les-Sports.info. https://www.the-sports.org/volleyball-1956-women-s-world-championship-epr22662.html. Läst 29 juni 2024.
4. ↑  Todor Krastev. ”Women Volleyball III World Championship 1960 Rio de Janeiro (BRA) 28.10-15.11 Winner Soviet Union” (på engelska). http://www.todor66.com/volleyball/World/Women_1960.html. Läst 29 juni 2024.
5. ↑  ”Volleyball - Women's World Championship 1960 - Calendar & Results” (på engelska). Les-Sports.info. https://www.the-sports.org/volleyball-1960-women-s-world-championship-epr22670.html. Läst 29 juni 2024.
6. ↑  Todor Krastev. ”Women Volleyball IV World Championship 1962 Moscow (URS) 13-25.10 Winner Japan” (på engelska). http://www.todor66.com/volleyball/World/Women_1962.html. Läst 29 juni 2024.
7. ↑  ”Volleyball - Women's World Championship 1962 - Calendar & Results” (på engelska). Les-Sports.info. https://www.the-sports.org/volleyball-1962-women-s-world-championship-epr22676.html. Läst 29 juni 2024.
8. ↑  ”Olympedia”. https://www.olympedia.org/results/37314.
9. ↑  ”Olympedia”. https://www.olympedia.org/results/37377.
10. ↑  ”Olympedia”. https://www.olympedia.org/results/37454.
11. ↑  ”Olympedia”. https://www.olympedia.org/results/37533.
12. 1 2 3  ”FIVB Volleyball Women's World Cup 2011” (på engelska). Fédération Internationale de Volleyball. http://www.fivb.org/EN/volleyball/competitions/WorldCup/2011/Women/. Läst 26 februari 2023.
13. ↑  ”Olympedia”. https://www.olympedia.org/results/37610.
14. ↑  ”1998 VOLLEYBALL WORLD CHAMPIONSHIPSWOMEN'S RESULTS” (på engelska). https://web.archive.org/web/20151228144318/http://volleyball.org/worldchamp/1998/women_results.html. Läst 2 mars 2023.
15. ↑  ”Results” (på engelska). Panamerikanska sportorganisationen. https://www.panamsports.org/downloads/pdf/panamgames/1999-winnipeg-tomo-2-lq.pdf. Läst 28 juni 2024.
16. ↑  ”Olympedia”. https://www.olympedia.org/results/37710.
17. 1 2 3 4 5 6 7  ”Vorherige Rankings - Montreux Volley Masters 2019” (på tyska). Montreux Volley Masters. http://www.volleymasters.ch/de/history/ranking. Läst 7 mars 2023.
18. ↑  ”Women's World Championship 2002 - Final Standings” (på engelska). Fédération Internationale de Volleyball. http://www.fivb.org/En/Volleyball/Competitions/WorldChampionships/Women/2002/Standings/Final_Standings.asp. Läst 2 mars 2023.
19. ↑  ”WOMEN WORLD CUP 2003” (på engelska). Fédération Internationale de Volleyball. http://www.fivb.org/EN/volleyball/Competitions/WorldCup/2003/women2/standings/standings.asp?sm=54. Läst 26 februari 2023.
20. ↑  ”III WOMEN`S VOLLEYBALL PANAMERICANCUP 2004” (på engelska). North, Central America and Caribbean Volleyball Confederation. https://www.norceca.net/III%20Women%60s%20Panamerican%20cup%202004.htm. Läst 19 mars 2023.
21. ↑  ”Olympedia”. https://www.olympedia.org/results/37805.
22. ↑  ”IV Women’s Pan-AmericanVolleyball Cup 2005” (på engelska). North, Central America and Caribbean Volleyball Confederation. https://www.norceca.net/IV%20Copa%202005%20Calendar.htm. Läst 19 mars 2023.
23. ↑  ”Brazil won the Pan American Cup with sensational blocking” (på engelska). North, Central America and Caribbean Volleyball Confederation. https://norceca.net/Jul.7-2006-Brazil%20won%20the%20Pan%20American%20Cup%20with%20sensational%20blocking.htm. Läst 30 juni 2024.
24. ↑  ”FIVB Women's World Championship Japan 2006 - Final standings” (på engelska). Fédération Internationale de Volleyball. http://www.fivb.org/EN/volleyball/competitions/WorldChampionships/women/2006/Standings/Finals.asp. Läst 2 mars 2023.
25. ↑  ”VI Women´s Volleyball Pan-American Cup” (på engelska). North, Central America and Caribbean Volleyball Confederation. https://norceca.net/VI%20Women%C2%B4s%20Volleyball%20Pan-American%20Cup.htm. Läst 19 mars 2023.
26. ↑  ”Results Book” (på engelska). Brasiliens olympiska kommitté. sid. 3066. https://web.archive.org/web/20120704200834if_/http://www.cob.org.br/sobre_cob/relatorios_pan/pan_american_games_rio2007.pdf. Läst 28 juni 2024.
27. ↑  ”FIVB Women's World Cup 2007” (på engelska). Fédération Internationale de Volleyball. http://www.fivb.org/EN/volleyball/competitions/WorldCup/2007/Women/Standings/Standings.asp. Läst 26 februari 2023.
28. ↑  ”2008 Calendar VII Panam Cup” (på engelska). North, Central America and Caribbean Volleyball Confederation. https://www.norceca.net/2008_Calendar_%20VII%20Women%20Panam_Cup.htm.
29. ↑  ”Standings” (på engelska). Fédération Internationale de Volleyball. http://www.fivb.org/EN/volleyball/competitions/WorldGrandPrix/2008/Standings/finals.asp?sm=40. Läst 29 juni 2024.
30. ↑  ”Olympedia”. https://www.olympedia.org/results/262873.
31. ↑  ”VIII Pan-American Women’s Volleyball Cup 2009” (på engelska). North, Central America and Caribbean Volleyball Confederation. https://www.norceca.net/2009_Calendar_%20VIII%20Pan-American%20Women%E2%80%99s%20Volleyball%20Cup%202009.htm. Läst 16 mars 2023.
32. ↑  ”Honours” (på engelska). Fédération Internationale de Volleyball. http://www.fivb.org/EN/Volleyball/Competitions/GrandChampionCup/2009/Women/Honours.asp?Tourn=WGCC2009. Läst 11 februari 2023.
33. ↑  ”Calendar 2010 - IX Womens Volleyball Cup” (på engelska). North, Central America and Caribbean Volleyball Confederation. https://www.norceca.net/2010%20Events/IX%20Copa%20Panamericana%20Femenina/Calendar_2010_2010_%20IX%20Womens%20Volleyball%20Cup_ok.htm. Läst 15 mars 2023.
34. ↑  ”2010 FIVB Women's World Championship  -  Japan” (på engelska). Fédération Internationale de Volleyball. http://www.fivb.org/EN/Volleyball/Competitions/WorldChampionships/2010/Women/FinalStanding.asp?Tourn=MWCH2010. Läst 2 mars 2023.
35. ↑  ”2011 Calendar X Pan American Women's Cup” (på engelska). North, Central America and Caribbean Volleyball Confederation. https://www.norceca.net/2011%20Events/X%20Pan%20American%20Women%E2%80%99s%20Volleyball%20Cup/2011%20Calendar%20X%20Pan%20American%20Women%C2%B4s%20Cup.htm. Läst 15 mars 2023.
36. ↑  ”FIVB Volleyball World Grand Prix 2012” (på engelska). Fédération Internationale de Volleyball. http://www.fivb.org/EN/volleyball/competitions/WorldGrandPrix/2012/FinalStanding.asp. Läst 18 mars 2024.
37. ↑  ”Calendar 2012 XI Women's Pan American Cup” (på engelska). North, Central America and Caribbean Volleyball Confederation. https://www.norceca.net/2012%20Events/2012%20XI%20Women's%20Pan%20American%20Cup/Calendar%202012%20XI%20Women's%20Pan%20American%20Cup.htm. Läst 15 mars 2023.
38. ↑  ”Olympedia”. https://www.olympedia.org/results/329046.
39. ↑  ”Calendar 2013 XXI Women's Pan American Cup” (på engelska). North, Central America and Caribbean Volleyball Confederation. https://www.norceca.net/2013%20Events/XII%20Women%20Pan-Cup%202013/Calendar%202013%20XXI%20Women's%20Pan%20American%20Cup_peru.htm. Läst 15 mars 2023.
40. ↑  ”FIVB Volleyball World Grand Prix 2013  -  Final standing” (på engelska). Fédération Internationale de Volleyball. http://www.fivb.org/EN/volleyball/competitions/WorldGrandPrix/2013/finalstanding.asp. Läst 18 mars 2024.
41. ↑  ”Final standing” (på engelska). Fédération Internationale de Volleyball. http://www.fivb.org/EN/Volleyball/Competitions/GrandChampionCup/2013/Women/FinalStanding.asp. Läst 10 februari 2023.
42. ↑  ”FIVB Volleyball World Grand Prix 2014 -  Final standing - Group 1” (på engelska). Fédération Internationale de Volleyball. http://www.fivb.org/EN/volleyball/competitions/WorldGrandPrix/2014/FinalStanding1.asp. Läst 17 mars 2024.
43. ↑  ”FIVB Volleyball Women's World Championship Italy 2014” (på engelska). Fédération Internationale de Volleyball. http://italy2014.fivb.org/en. Läst 2 mars 2023.
44. ↑  ”Calendar 2015 XIV Women's Pan American Cup” (på engelska). North, Central America and Caribbean Volleyball Confederation. https://www.norceca.net/2015%20Events/2015%20XIV%20Senior%20Women%E2%80%99s%20Pan%20American%20Cup/Calendar%202015%20XIV%20Women's%20Pan%20American%20Cup.htm. Läst 14 mars 2023.
45. ↑  ”Final standing” (på engelska). Fédération Internationale de Volleyball. http://worldgrandprix.2015.fivb.com/en/finals-1/competition/final-standing. Läst 21 mars 2023.
46. ↑  ”FIVB World Grand Prix 2016” (på engelska). Fédération Internationale de Volleyball. http://worldgrandprix.2016.fivb.com/en. Läst 7 mars 2023.
47. ↑  ”Olympedia”. https://www.olympedia.org/results/396246.
48. ↑  ”FIVB World Grand Prix 2017” (på engelska). Fédération Internationale de Volleyball. http://worldgrandprix.2017.fivb.com/en. Läst 7 mars 2023.
49. ↑  ”Women's Grand Champions Cup 2017 - Women's Grand Champions Cup” (på engelska). Fédération Internationale de Volleyball. http://grandchampionscup.2017.women.fivb.com/en. Läst 10 februari 2023.
50. ↑  ”FIVB Volleyball Nations League 2018” (på engelska). Volleyball World. https://en.volleyballworld.com/en/vnl/2018#navwvnl2018. Läst 7 mars 2023.
51. ↑  ”XVII Women’s Pan American Cup 2018, Santo Domingo” (på engelska). North, Central America and Caribbean Volleyball Confederation. https://www.norceca.net/2018%20Events/XVII%20Women%20PanCup-2018/Calendar-P-2-3/Bulletins/Summary%20of%20Stats-WPANC18.pdf. Läst 14 mars 2023.
52. ↑  ”Tournament Standing - Montreux Volley Masters 2018” (på engelska). Montreux Volley Masters. 9 december 2018. https://web.archive.org/web/20181209231807/http://www.volleymasters.ch/en/competition/final-standing. Läst 29 juni 2024.
53. ↑  ”Final standing” (på engelska). Fédération Internationale de Volleyball. http://japan2018.fivb.com/en/results-and-ranking/final-standing. Läst 18 oktober 2022.
54. ↑  ”Final Standing” (på engelska). Volleyball World. https://en.volleyballworld.com/en/vnl/2019/womensfinals/competition/finalstanding. Läst 31 augusti 2022.
55. ↑  ”FIVB World Cup 2019” (på engelska). Volleyball World. https://en.volleyballworld.com/volleyball/worldcup/2019/. Läst 26 februari 2023.
56. ↑  ”tävlings-ID på Olympedia”. https://www.olympedia.org/results/19001195.
57. ↑  ”Final Standings” (på engelska). Fédération Internationale de Volleyball. https://en.volleyballworld.com/volleyball/competitions/vnl-2022/final-standings/women/. Läst 31 augusti 2022.
58. ↑  ”Final standings” (på engelska). Fédération Internationale de Volleyball. https://en.volleyballworld.com/volleyball/competitions/women-worldchampionship-2022/standings/#round-f. Läst 15 oktober 2022.
59. ↑  volleyballworld.com. ”VNL 2023 - Women's standings.” (på engelska). https://en.volleyballworld.com/volleyball/competitions/vnl-2023/standings/women/. Läst 26 juli 2023.
60. ↑  volleyballworld.com. ”VNL 2024 - Women's standings.” (på engelska). https://en.volleyballworld.com/volleyball/competitions/volleyball-nations-league/standings/women/#round-f. Läst 24 juni 2024.
61. ↑  ”Volleyball Olympic Games Paris 2024 - Women's standings.” (på engelska). Volleyball World. https://en.volleyballworld.com/volleyball/competitions/volleyball-olympic-games-paris-2024/standings/women/#round-f. Läst 12 augusti 2024.
62. ↑  Senaste tillfället då någon kontrollerade att de inmatade tabelluppgifterna stämmer. Uppgifter kan ha matats in senare utan att kontrolleras av någon annan
63. ↑  Todor Krastev (11 juli 2008). ”Women Volleyball XXIX Olympic Games 2008 Beijing (CHN) - 09-24.08 +8 GMT Winner Brazil” (på engelska). Sport Statistics. Arkiverad från originalet den 27 juni 2015. https://web.archive.org/web/20150627044456/http://todor66.com/volleyball/Olympics/Women_2008.html. Läst 26 juni 2015.
64. ↑  Todor Krastev (11 juli 2012). ”Women Volleyball XXX Olympic Games 2012 London (GBR) - 28.07-11.08 - Winner Brazil” (på engelska). Sport Statistics. Arkiverad från originalet den 27 juni 2015. https://web.archive.org/web/20150627090405/http://todor66.com/volleyball/Olympics/Women_2012.html. Läst 26 juni 2015.